# 田村怡与造
田村 怡与造（たむら いよぞう、1854年11月30日（嘉永7年10月11日） - 1903年（明治36年）10月1日）は、日本の陸軍軍人。最終階級は陸軍中将、位階・勲等・功級は従四位・勲二等・功三級。

## 略歴
甲斐国東山梨郡相興村中尾（山梨県笛吹市一宮町）に田村義事の長男として生まれる。田村家は中尾神社宮司の家系で、祖は武蔵七党の西党に属していたという。弘綱の代で田村姓を名乗り、室町時代に武蔵国から甲斐へ移る。一宮の私塾で学び、塾頭となる。明治5年（1872年）に学制が敷かれると中尾学校（のちの一宮北小学校）の校長となる。早川七良の娘・伝子を妻に迎えて養子となり早川姓を名乗る。
明治8年（1875年）2月に上京し、東京府市谷の陸軍士官学校の旧2期生として入学。明治11年（1878年）12月に卒業し、明治12年（1879年）2月、歩兵少尉として熊本の歩兵第13連隊（聯隊長は川上操六）に配属され、新兵教育を行う。同年8月には参謀本部出仕となり測量課に配属される。翌明治13年（1880年）5月には士官学校付となる。薩長藩閥の弊害を憂いていた長岡外史や浅田信興が結成した「月曜会」にも参加。
参謀将校の小坂千尋に勧められ、明治16年（1883年）4月にドイツ帝国へ留学し、ベルリン陸軍大学校で学ぶ。本国へのドイツ情勢報告書が評価され、2年の留学期間を延長して滞在し、川上操六とともに軍事研究に励む。明治18年（1885年）10月にはドレスデンで実戦訓練に参加、6月には歩兵大尉に昇進。明治21年（1888年）6月に帰国し、翌月、監軍部（のちの教育総監部）へ配属され参謀に就任。同年10月、陸軍大学校御用掛も兼ねる。翌明治22年（1889年）11月には参謀本部第一局員となり歩兵少佐に昇任。陸軍のフランス式からドイツ式軍制への転換に務め、『野外要務令』『兵站勤務令』の策定や、陸軍演習の作戦計画を担当。
明治26年（1893年）4月、朝鮮半島での利権を巡り清国との関係が緊迫化すると、情勢把握のため参謀次長の川上操六らと半島へ渡航し、江南地方まで巡回する。帰国後は軍事情勢の分析や対清戦争を想定して陸軍の戦時編成を立案。大本営が設置されると、戦略を担当する川上に対し、動員令の策定や作戦実務を分担する。翌明治27年（1894年）に勃発した日清戦争では、はじめ大本営兵站総監部参謀として兵站を担当し、8月には前線での作戦指導を命じられる。歩兵中佐に昇進して第一軍参謀副長（司令官は山縣有朋）となり、参謀長の小川又次を補佐。独断で奉天への進撃を強行する山県や小川とは意見の齟齬があり、大本営に意見具申している。12月に勅命により山県が更迭されると同行して帰国。帰国後は大本営陸軍部幕僚付となり、明治28年（1895年）1月から翌月まで休職。同年2月には歩兵第9連隊長となり再び前戦へ渡航する。
戦後、明治28年（1895年）9月にベルリン公使館付武官として赴任命令が出るが、同年10月に韓国で乙未事変が起こると現地での調査を命じられ、翌明治29年（1896年）2月にドイツへ赴任。明治30年（1897年）6月、参謀本部第2部員、同年10月には歩兵大佐に進級し参謀本部第二部長に発令され、明治31年（1898年）1月に帰国した。明治32年（1899年）1月に参謀本部第一部長となる。同年には仮想敵国のロシア帝国との戦争が想定されているなか参謀総長の川上が死去し、後任には大山巌、参謀次長には寺内正毅が就任した。明治33年（1900年）4月に陸軍少将、参謀本部総務部長、同年4月から10月まで同第一部長を兼務。明治35年（1902年）4月に参謀本部次長に就任し、同年12月、鉄道会議議長を兼務。田村は日露開戦には消極的であったがロシア帝国との戦争を想定して戦略を練り、過労のため日露戦争開戦の前年に卒去した。享年50。同日、陸軍中将に進級。後任には児玉源太郎が降格して就任した。
墓所は東京都港区南青山の青山霊園1-イ-21-11にあったが、2020年同墓地内の立体埋蔵施設に合祀され、墓石は撤去された。

## 人物
- 優れた戦略家とも評され、川上操六は山梨出身の田村を戦国時代の甲斐国主・武田信玄になぞらえて「今信玄」の異名で呼び、小川又次を「今謙信」と評して対比させた。
- 陸軍軍医で作家としても著名である森鷗外（林太郎）とも親交があり、鴎外の『独逸日記』にも記されている。鴎外は明治18年（1885年）に衛生学研究のためドイツ留学しており、田村とともにクラウゼヴィッツの『戦争論』を研究。田村は鴎外の小倉師団在任中に同書の翻訳を勧めたといわれる。

## 栄典
位階
- 1891年（明治24年）12月28日 - 従六位[1]
- 1894年（明治27年）10月10日 - 正六位[2]
- 1897年（明治30年）10月30日 - 従五位[3]
- 1900年（明治33年）7月10日 - 正五位[4]
- 1903年（明治36年）10月1日 - 従四位[5]

勲章等
- 1889年（明治22年）11月29日 - 大日本帝国憲法発布記念章[6]
- 1892年（明治25年）5月28日 - 勲六等瑞宝章[7]
- 1895年（明治28年）
  - 5月23日 - 勲五等瑞宝章[8]
  - 11月12日 - 双光旭日章・功四級金鵄勲章[9]
  - 11月18日 - 明治二十七八年従軍記章[10]
- 1900年（明治33年）11月30日 - 勲四等瑞宝章[11]
- 1901年（明治34年）12月27日 - 勲二等旭日重光章[12]
- 1902年（明治35年）5月10日 - 明治三十三年従軍記章[13]

外国勲章佩用允許
- 1888年（明治21年）7月20日
  - ドイツ帝国：鷲第四勲章[14]
  - ザクセン王国：ルブレッド勲章リッテルクロイツ[14]
  - ロシア帝国：聖アンナ第三等勲章[14]
  - イタリア王国：ロンナデイタリア勲章オフィシャル[14]
- 1892年（明治25年）4月11日 - ロシア帝国：神聖スタニスラス第二等勲章[15]
- 1899年（明治32年）7月4日 - 大清帝国：三等第一双竜宝星[16]

## 親族
- 妻　傳（旧姓早川）?〜昭和5年11月18日
- 娘婿 山梨半造陸軍大将・本間雅晴陸軍中将・早川新太郎陸軍少将
- 弟 田村沖之甫、田村守衛は陸軍中将。
- 甥 田村義冨陸軍中将（弟・田村濤二郎の四男）